# مجرات الفراغ الفلكي

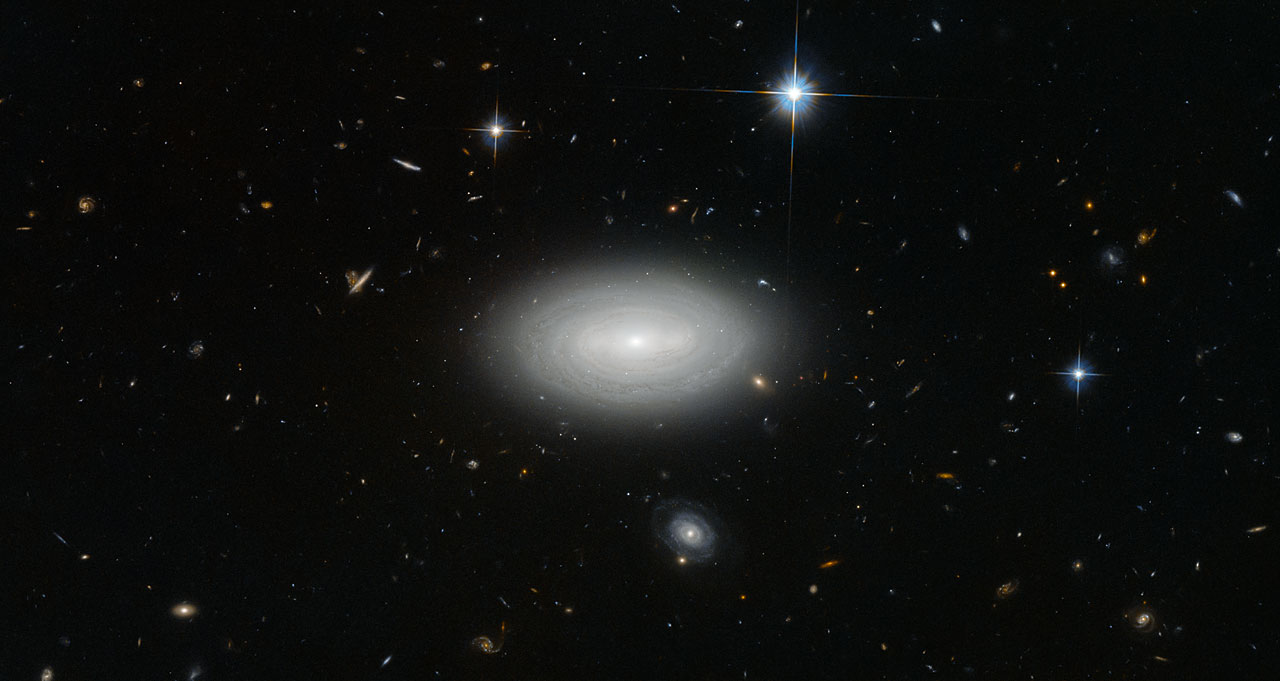
مجرة MCG+01-02-015 هي إحدى مجرات الفراغات الفلكية.

مجرات الفراغ الفلكي (بالإنجليزية: Void galaxies)‏، هي المجرات القليلة المُتواجدة في الفراغات الكونية، وعددها قليلٌ جداً، وتتواجد أحياناً في الخيوط المجرية، تُعتبر هذه المجرات أكثر استقامة مُقارنةً بالمجرات الأخرى نظراً لعدم وجود تأثير خارجي من الخيوط المحيطة بها.